# Stephan Oettermann
Stephan Oettermann (* 5. November 1949 in Detmold) ist ein deutscher Literaturwissenschaftler, Kulturhistoriker, Kurator und Publizist. Als Sammler verfügt er über eines der größten privaten Archive zur Unterhaltungskultur des 19. Jahrhunderts.

## Leben und Wirken
Stephan Oettermann studierte Anglistik, Neuere Deutsche Literatur, Politik und Pädagogik an der Philipps-Universität in Marburg. Er promovierte dort 1979 mit einer Arbeit über das Panorama. Nach einigen Jahren als freier Autor (unter anderem für das Kursbuch und für den Spiegel) arbeitete er als Assistent des Filmregisseurs Uli Edel.
Zusammen mit Sibylle Spiegel kuratierte er in den 1990er Jahren Ausstellungen zur Kulturgeschichte, darunter Georg Christoph Lichtenberg 1742–1799: Wagnis der Aufklärung in Darmstadt und Göttingen (1992) und Friedrich Nietzsche in Weimar (2000). Im Jahr 2002 gab er die Ausstellungstätigkeit auf und arbeitete seither als Stadtarchivar in Gerolzhofen. Von 2009 bis 2014 war er für die Pergamon- und Leipzig 1813-Panoramen des Yadegar Asisi tätig.
Stephan Oettermann hält eine der größten Privatsammlungen an Archivalen und Literatur zur Unterhaltungskultur des 19. Jahrhunderts, deren Bestände er gelegentlich auch in überregionalen Ausstellungen präsentiert. Sein Werk Das Panorama. Die Geschichte eines Massenmediums, erschienen 1980, wurde zum Standardwerk über die im 19. Jahrhundert populären perspektivischen Rundbilder und erschien in amerikanischer Übersetzung 1997 in New York. Oettermanns Elephantographia Curiosa, 1982 erschienen, wurde im April 1983 von der Darmstädter Jury zum „Buch des Monats“ gewählt.

## Veröffentlichungen (Auswahl)
- Zeichen auf der Haut. Die Geschichte der Tätowierung in Europa. Syndikat, Frankfurt am Main 1979 (Taschenbücher Syndikat EVA. 61). 3. Aufl. Europäische Verlags-Anstalt, Hamburg 1994, ISBN 3-434-46221-X (EVA-Taschenbuch 221). Auch Übersetzung ins Schwedische 1984, ISBN 91-7139-280-7.
- Das Panorama. Die Geschichte eines Massenmediums. Syndikat, Frankfurt am Main 1980, ISBN 3-8108-0152-6 (Zugleich Universität Marburg, Diss. 1979). Übersetzung ins Englische: Stephan Oettermann: The Panorama. History of a Mass Medium. Zone Books, New York 1997, ISBN 0-942299-83-3. Übersetzt von Deborah Lucas Schneider. (Literaturverzeichnis S. 383–401).
- Die Schaulust am Elefanten. Eine Elephantographia Curiosa. Syndikat, Frankfurt am Main 1982, ISBN 3-8108-0203-4 (Literaturverzeichnis S. 191–207).
- Läufer und Vorläufer. Zu einer Kulturgeschichte des Laufsports. Syndikat, Frankfurt am Main 1984, ISBN 3-434-46040-3  (Taschenbücher Syndikat EVA. 40).
- Adolph-Friedländer-Lithos. Ein Verzeichnis nach Nummern. (Mit Jan J. Seffinga) Oettermann, Gerolzhofen 2002, ISBN 3-931177-03-3 (Studien und Quellen zur Geschichte der Vergnügungskultur. Heft 4).
- Bio-bibliographisches Lexikon der Zauberkünstler. (Mit Sibylle Spiegel) Edition Huber, Offenbach am Main 2004, ISBN 3-921785-86-3.